# Гончарная улица (Санкт-Петербург)
Гонча́рная у́лица — улица в Центральном районе Санкт-Петербурга. Проходит от площади Восстания до Полтавской улицы.

## История
На плане 1753 года обозначена как Новая Першпективная улица. Проходила от площади Восстания до Чернорецкого переулка, включая современную Тележную улицу. 
В XVIII веке предполагалось перенести сюда трассу Невского проспекта.
Современное название известно с 1782 года, дано по Гончарной слободе. Проходила от площади Восстания до Невского проспекта (углом). 
Современные границы обрела 12 октября 1842 года.

## Объекты
- Дом 4а — гостиница «Park Inn Nevsky». С 2014 года здание входит в «Список диссонирующих объектов», нарушающих гармонию сложившейся застройки[2].
- Дом 13 — Доходный дом лейтенанта флота Юлия Корсака. Построен в 1894 году по проекту Е. Бржозовского в стилистике неоренессанса. В доме проживали архитектор Г. Войнович, инженер-технолог М. Цейль, гражданский инженер И. Мошинский, артист Александринского театра Ю. Юрьев. Включен в реестр объектов культурного наследия[3].
- Дом 15 — школа № 153.
- Дом 18 — в кв. 3 жил математик академик АН СССР В. И. Смирнов[4].
- Дом 17 — жилой дом. Дворовый флигель. С 1949 по 1957 г. на первом этаже этого дома в коммунальной квартире № 21, в комнате площадью 6 м², вшестером с родителями проживал Михаил Боярский.